# Aplysiopsis zebra
Aplysiopsis zebra är en snäckart som beskrevs av K. B. Clark 1982. Aplysiopsis zebra ingår i släktet Aplysiopsis och familjen Stiligeridae. Inga underarter finns listade i Catalogue of Life.